# Цветков, Александр Сергеевич
Александр Сергеевич Цветков (7 января 1938 — 19 октября 1998) — российский государственный деятель, депутат Совета Федерации Федерального Собрания Российской Федерации от Новгородской области.

## Биография
Родился в 1938 году в Пестовском районе Новгородской области. Отец — шофер, мать — сельская учительница русского языка и литературы.
Окончил экономический факультет Ленинградского электротехнического института им. Бонч-Бруевича. Окончил полуторомесячные курсы советско-американо-японской школы бизнеса. Окончил российско-американскую Rasba (магистр экономики, менеджмента и маркетинга).
В 1959 году начал работать на Новгородском телевизионном заводе (ПО «Квант») инженером-конструктором. Не считая двухлетнего перерыва на работу главным инженером завода «Спектр», работал в ПО «Квант», заняв в 1987 году пост генерального директора.
С 1993 года занимал пост председателя совета Ассоциации товаропроизводителей «Новгород», был членом Совета Федерации товаропроизводителей России (ФТР). Женат, имеет двоих сыновей.

### Совет Федерации
Избран 12 декабря 1993 по Новгородскому двухмандатному избирательному округу № 53.
С февраля 1994 — член Комитета Совета Федерации по бюджету, финансовому, валютному и кредитному регулированию, денежной эмиссии, налоговой политике и таможенному регулированию.

## Награды
Награжден орденом «Знак Почёта», юбилейной медалью «За доблестный труд. В ознаменование 100-летия со дня рождения Владимира Ильича Ленина».